# 竜のり子
竜 のり子（たつ のりこ、1943年12月8日 - ）は、日本の女優。東京都出身。
劇団俳優座付属養成所14期生。文学座研究所、劇団前進座を経て合同会社現代に所属。

## 人物
旧芸名は龍 のり子。
身長158cm。体重40kg。血液型A型。
趣味は読書。特技は歌、日舞。

## 出演作品

### テレビドラマ

#### NHK
- 大河ドラマ
  - 勝海舟（1974年）
  - 元禄太平記（1975年） - 比丘尼
  - 武田信玄 第36話「信長上洛」（1988年） - 村の女
- 銀河テレビ小説 / 女の遺産（1979年）
- 日本巖窟王 第15話「月之介ふたり」（1979年） - おしん 役
- 水曜ドラマシリーズ / 花も実もある（1990年）
- 金曜時代劇 / 腕におぼえあり 第2シリーズ 第5話「道楽息子」（1992年）
- 八つ墓村（2019年） - 多治見小竹 役/ 多治見小海 役

#### 日本テレビ
- 火曜日の女シリーズ / ある朝、突然に... 第5話（1972年）
- 太陽にほえろ!
  - 第6話「手錠と味噌汁」（1972年）
  - 第71話「眠りの中の殺意」（1973年） - アレビット英会話スクール事務員
  - 第115話「一枚の名刺」（1974年） - 与田分夫人
  - 第188話「切札」（1976年）
  - 第231話「孤独」（1976年） - 城北女子学園教師
  - 第246話「赤ちゃん」（1977年） - 原夫人
  - 第377話「秋深く」（1979年）
  - 第479話「怒りのラガー」（1981年）
  - 第681話「それでも貴方は女なの!」（1986年）
- パパと呼ばないで 第29話「赤ちゃん生んじゃう!」（1973年） - みつ子
- 雑居時代 第14話「失礼しました!」（1974年）
- 水滸伝 第18話「風雲・高唐州!」（1974年） - 裏切る女
- 大都会 PARTIII 第30話「けもの道」（1979年）
- 木曜ゴールデンドラマ / 母の殺意（1981年）
- 刑事物語'85 第18話「湘南ギャル殺人事件」（1985年）
- あぶない刑事 第30話「黙秘」（1987年）
- 火曜サスペンス劇場 / 湾岸に消えた女（1989年）
- 悪女 第2話「出世してみます。」（1992年）

#### TBS
- 渥美清の泣いてたまるか（1967年）
  - 第38話「あゝ純情くん」
  - 第46話「先生仲人をする」
- 花王愛の劇場
  - 幻の女（1972年）
  - 放浪記 第9 - 16話（1974年）
  - 燃える命（1981年）
- 家庭の秘密 第10話（1975年）
- 夜明けの刑事 第67話「君は妻娘を殺されたらどうする!!」（1976年）
- コメットさん 第2期 第35話「恋はやさし野辺の花よ」（1979年）
- 七人の刑事 第3シーズン 第41話「死者に花束を」（1979年）
- 積木くずし 〜親と子の200日戦争〜 第5話（1983年）
- 水曜ドラマスペシャル / 棄てられた女 前篇・後篇（1985年）
- 月曜ドラマスペシャル→月曜ゴールデン
  - 温泉仲居番頭物語（1990年）
  - 釣り刑事 第4作（2013年） - 老婆

#### フジテレビ
- 剣客商売 加藤剛・山形勲版 第6話「まゆ墨の金ちゃん」（1973年）
- 同心部屋御用帳 江戸の旋風 第4シリーズ 第21話「女房の秘密」（1979年）
- メガロマン 第2話「友情のブレスレット」（1979年） - テツオの母
- 時代劇スペシャル / 新吾十番勝負 第2作「抹殺密命渦巻く悪の内懐にくの一暗躍」（1982年）
- 同心暁蘭之介 第41話「姫の命五千両」（1982年）
- プロゴルファー祈子 第13話「決闘! 富士の裾野」（1988年）
- 男と女のミステリー / 並木通りの男（1988年） - 坂本の妻
- 直木賞作家サスペンス / 氷の家（1990年）
- 世にも奇妙な物語 「仰げば尊し」（1990年）

#### テレビ朝日
- 特別機動捜査隊 第467話「花火と女」（1970年） - 看護婦
- 鬼平犯科帳 (丹波哲郎) 第26話「密偵たちの宴」（1975年）
- 西部警察 (PART1)
  - 第5話「爆殺5秒前」（1979年）
  - 第46話「消えた一時間」（1980年）
- 文吾捕物帳 第23話「ほくろ悪女いい女」（1982年）
- 私鉄沿線97分署（1985年）
  - 第16話「ヘルプ! 身代金を集めて!!」
  - 第44話「さすらいのシルバーギャル!!」
- 特捜最前線 第416話「老刑事・レジの女を張り込む!」（1985年）
- ただいま絶好調! 第4話「88回目の母の日」（1985年）
- ザ・ハングマンV 第25話「代理ママの製造ベビーが売られる!」（1986年）
- 土曜ワイド劇場
  - 露天風呂の女 -氷女殺人事件-（1987年）
  - 団地通り魔殺人事件
  - ヤメ検の女 第4作（2013年） - 隣人
- 新春ドラマスペシャル / 春燈（1989年）
- 代表取締役刑事
  - 第2話「終着駅」（1990年）
  - 第19話「男と女」（1991年）
- さすらい刑事旅情編V 第20話「仔猫と一緒に消えた少女・婚約者の嘘」（1993年）
- 木曜ドラマ / 法医学教室の事件ファイルスペシャル（1993年）

#### テレビ東京
- プレイガールQ 第48話「スリラー　墓場から聴える殺人メロディー」（1975年） - 麻田女史
- 大江戸捜査網
  - 第3シリーズ
    - 第129話「恋に舞う非情の掟」（1976年）
    - 第340話「祭りに咲いた夫婦花」（1980年）
    - 第363話「二人の夫をもつ花嫁」（1980年）

  - 新 大江戸捜査網 第17話「十手秘話 娘目明し一番手柄」（1984年）
- ドラマ・女の手記
  - 未婚の母でごめんね（1986年）
  - 150歳の思春期!?（1988年）
- 女流作家シリーズ / 寝台特急「あけぼの1号」の女（1990年）
- ウルトラシリーズ
  - ウルトラマンZ 第16話（2020年） - ユカのひいおばあちゃん
  - ウルトラマンデッカー 第20話（2022年） - 浦澤ナギ
- ドラマプレミア23 / 珈琲いかがでしょう 第3話（2021年） - アケミの母

#### NHK BSプレミアム
- スーパープレミアム / 八つ墓村（2019年） - 田治見小竹 役/ 田治見小梅 役（二役）

#### WOWOW
- TOKYO VICE（2022年）

### 映画
- 野性の証明（1978年、東映） - 黒手村の主婦
- 団鬼六 少女縛り絵図（1980年、にっかつ） - 藤本道子
- 山の手夫人 性愛の日々（1980年、にっかつ） - 佐野夫人
- 天使のはらわた 赤い淫画（1981年、にっかつ） - デパートガール
- オキナワの少年（1983年、パル企画） - 冷凍会社事務員
- ぼくらの七日間戦争（1988年、東宝） - 天野健二の母
- 出張（1989年、URBAN21） - 女性乗客
- 宇宙の法則（1990年、大映）
- 誰がために（2005年、パル企画）
- 火垂るの墓（2008年、パル企画）
- ラーメンガール（2009年、ワーナー・ブラザース）
- 凶悪（2013年、日活）
- 日本で一番悪い奴ら（2016年、東映・日活）
- ヘドローバ（2017年、Vice Media Japan） - キミ子 / 反吐泥老婆
- 孤狼の血（東映）
  - 孤狼の血（2018年） - たばこ屋店主
  - 孤狼の血 LEVEL2（2021年）
- 麻雀放浪記2020（2019年、東映）
- 閉鎖病棟 -それぞれの朝-（2019年、東映）
- 犬鳴村（2020年、東映）
- 昨日より赤く明日より青く-CINEMA FIGHTERS project- 「BLUE BIRD」（2021年、LDH PICTURES）
- 牛首村（2022年、東映） - 三澄妙子

### 配信ドラマ
- 全裸監督 シーズン2 第7話（2021年、Netflix）
- 仮面ライダーBLACK SUN 第1話（2022年、Amazon Prime Video）

### オリジナルビデオ
- ほんとにあった怖い話 第二夜「霊のうごめく家」（1991年）
- 戦慄のムー体験（1994年、ビーム）
- 欲望だけが愛を殺す Vol.1「天国の虹」（1994年）

### 舞台
- 場所と思い出
- 白瀬中尉の南極体験
- 一人語り ひとさらいの話
- ガラスの動物園
- いのちの華
- 頭痛肩こり樋口一葉

### CM
- TOTO ウォシュレット
- ファイザー
- パイオニアLD
- ココセコム